# Роггентін
Роггентін (нім. Roggentin) — громада в Німеччині, розташована в землі Мекленбург-Передня Померанія. Входить до складу району Росток. Складова частина об'єднання громад Карбек.
Площа — 9,58 км2. Населення становить 2714 ос. (станом на 31 грудня 2020).